# Guy de Comborn
Guy de Comborn  est un prélat français du XIVe siècle. 
Guy de Comborn est évêque de Limoges en 1346-1347 et est transféré à Noyon en 1347, abdique en 1349 et meurt en 1357.  
On trouve en 1357 un Guy de Comborn, chanoine de Reims, qui serait fils de Bernard III de Comborn.